# Saint-Aignan, Sarthe
Saint-Aignan là một xã trong tỉnh Sarthe trong vùng Pays-de-la-Loire ở tây bắc nước Pháp. Xã này có diện tích 15,13 km2, dân số năm 2006 là 235 người.